# Joachim Rønning
Joachim Rønning (ur. 30 maja 1972 w Sandefjord) – norweski reżyser filmowy. Zwykle pracuje w duecie reżyserskim z Espenem Sandbergiem.
Debiutowali francusko-amerykańską komedią SexiPistols w 2006, z Salmą Hayek i Penélope Cruz w rolach głównych, wyprodukowaną przez Luca Bessona, który był także współtwórcą scenariusza.  W 2008 na ekrany kin wszedł norwesko-niemiecko-duński film biograficzny Max Manus z Akselem Henniem w roli tytułowej. W 2012 nakręcili międzynarodową produkcję Wyprawa Kon-Tiki, opowiadającą o wyprawie Thora Heyerdahla, z Pålem Sverrem Hagenem w roli głównej. Film był nominowany do Oscara dla najlepszego filmu nieanglojęzycznego, zdobył 12 nagród i 14 kolejnych nominacji W 2014 wyreżyserowali dwa odcinki serialu Marco Polo. W 2017 roku na ekrany kin weszła piąta część amerykańskiej superprodukcji Piraci z Karaibów: Zemsta Salazara, wyreżyserowana przez norweski duet, w której wystąpili: Johnny Depp, Javier Bardem, Geoffrey Rush, Orlando Bloom oraz Paul McCartney.

## Filmografia
Jako reżyser:
wspólnie z Espenem Sandbergiem jako Roenberg
- 2006 – SexiPistols (ang. Bandidas)
- 2008 – Max Manus
- 2012 – Wyprawa Kon-Tiki (ang. Kon-Tiki)
- 2014 – Marco Polo (serial telewizyjny – dwa odcinki)
- 2017 – Piraci z Karaibów: Zemsta Salazara (ang. Pirates of the Caribbean: Dead Men Tell No Tales / Pirates of the Caribbean: Salazar’s Revenge)

samodzielnie
- 2019 – Maleficent: Mistress of Evil